# NXT TakeOver: Portland
NXT TakeOver: Portland – gala wrestlingu wyprodukowana przez federację WWE dla zawodników z brandu NXT. Odbyła się 16 lutego 2020 w Moda Center w Portland w stanie Oregon. Emisja była przeprowadzana ekskluzywnie na żywo za pośrednictwem WWE Network. Była to dwudziesta ósma gala w chronologii cyklu NXT TakeOver i pierwsza w 2020 roku.
Podczas gali odbyło się sześć walk. W walce wieczoru, Adam Cole pokonał Tommaso Ciampę broniąc NXT Championship. W przedostatniej walce zwycięzcy turnieju Dusty Rhodes Tag Team Classic The BroserWeights (Matt Riddle i Pete Dunne) pokonali The Undisputed Era (Bobby’ego Fisha i Kyle’a O’Reilly’ego) zdobywając NXT Tag Team Championship. W innych ważnych walkach, Rhea Ripley obroniła NXT Women’s Championship przeciwko Biancę Belair, Keith Lee pokonał Dominika Dijankovica i obronił NXT North American Championship oraz Finn Bálor pokonał Johnny’ego Gargano.

## Produkcja
NXT TakeOver: Portland oferowało walki profesjonalnego wrestlingu z udziałem różnych wrestlerów należących do brandu NXT spośród istniejących oskryptowanych rywalizacji i storyline’ów. Kreowane są podczas cotygodniowych gal NXT. Wrestlerzy są przedstawieni jako heele (negatywni, źli zawodnicy i najczęściej wrogowie publiki) i face’owie (pozytywni, dobrzy i najczęściej ulubieńcy publiki), którzy rywalizują pomiędzy sobą w seriach walk mających budować napięcie. Kulminacją rywalizacji jest walka wrestlerska lub ich seria. NXT TakeOver: Portland było pierwszą galą cyklu TakeOver wyprodukowaną w 2020.

### Rywalizacje
W marcu 2019 roku Tommaso Ciampa musiał zrezygnować z NXT Championship z powodu konieczności przejścia operacji szyi, która wykluczyła go z gry na co najmniej sześć miesięcy. Adam Cole zdobył tytuł na TakeOver: XXV w czerwcu. Następnie Ciampa powrócił 2 października na odcinku NXT, konfrontując się z Colem i chcąc walczyć o tytuł. W następnym miesiącu na TakeOver: WarGames Team Ciampa pokonała drużynę Cole’a, The Undisputed Era (Cole’a, Bobby’ego Fisha, Kyle’a O’Reilly’ego i Rodericka Stronga) WarGames matchu, a Ciampa przypinał Cole’a. W nadchodzących tygodniach Ciampa nadal skupiał się na NXT Championship, a podpisanie kontraktu na walkę o tytuł miało miejsce 29 stycznia 2020 roku na odcinku NXT, w którym Ciampa walczył z ingerencją ze strony The Undisputed Era i wysłał Cole’a przez stół, który pomalował sprayem. Następnie Ciampa podpisał kontrakt, czyniąc walkę oficjalną na TakeOver: Portland.
15 stycznia na odcinku NXT Bianca Belair wygrała Battle Royal kobiet, aby wygrać walkę o NXT Women’s Championship z Rheą Ripley na TakeOver: Portland.
2 października na odcinku NXT, Finn Bálor powrócił do NXT, konfrontując się z Adamem Colem po obronie tytułu przez tego ostatniego. Trzy tygodnie później, po walce o NXT North American Championship, Bálor, Johnny Gargano i Ciampa przyglądali się The Undisputed Era (Adam Cole, Bobby Fish, Kyle O’Reilly i NXT North American Champion Roderick Strong), kiedy Bálor zaatakował Gargano, prowadząc do The Undisputed Era atakującego Ciampę. Następnie Bálor kontynuował atak na Gargano, wykonując DDT na rampie wejściowej, wyłączając go z akcji. Następnie Gargano powrócił 18 grudnia, powodując, że Bálor przegrał walkę o NXT Championship. Trzy tygodnie później Gargano odniósł się do tego, do czego był zdolny Bálor, gdy Bálor mu przerwał. Bálor powiedział Gargano, że jeśli będzie chciał chwili, dostanie ją w TakeOver: Portland, jeśli uda mu się tam dotrzeć. Walka została oficjalnie ogłoszona w następnym tygodniu.
18 grudnia 2019 na odcinku NXT ogłoszono, że pojawi się turniej Dusty Rhodes Tag Team Classic. Turniej rozpoczął się 8 stycznia na odcinku NXT. Na Worlds Collide ujawniono, że zwycięzca turnieju otrzyma walkę o NXT Tag Team Championship na Takeover: Portland. Finał turnieju odbył się 29 stycznia na odcinku NXT, w którym The BroserWeights (Matt Riddle i Pete Dunne) pokonali Grizzled Young Veterans (James Drake i Zack Gibson), aby zdobyć walkę o tytuł z The Undisputed Era (Bobby Fish i Kyle O’Reilly) o tytuły.
29 stycznia na odcinku NXT, Keith Lee, który w poprzednim tygodniu wygrał NXT North American Championship, opowiadał o swoim zdobyciu tytułu i jego podniesieniu, gdy przerwali mu Damian Priest i Dominik Dijakovic. Chcieli mieć własną szansę na tytuł i tego wieczoru zmierzyli się ze sobą, aby wyłonić pretendenta numer jeden do tytułu, w którym zwyciężył Dijakovic. Walka została później zaplanowana na TakeOver: Portland.
Podczas kobiecego WarGames matchu na TakeOver: WarGames, Dakota Kai zaatakowała swoją koleżankę z drużyny, Tegan Nox, gdy Kai wychodziła z jej klatki, tym samym przechodząc heel turn. W rezultacie Kai tylko eskortowała z okolic ringu, podczas gdy Nox nie mogła walczyć. 15 stycznia na odcinku NXT Kai wyeliminowała Nox (która wróciła po krótkiej przerwie z powodu storyline’owej kontuzji) podczas Battle Royalu kobiet. Ze względu na animozje między Kai i Nox, obydwie zmierzyły się w walce 29 stycznia na odcinku NXT, którą Nox wygrała po zaatakowaniu Kai za pomocą ortezy kolana. Później ogłoszono rewanż pomiędzy nimi i ustalono stypulację jako Street Fight na TakeOver: Portland.

## Wyniki walk
| Nr                                 | Wyniki | Stypulacje                                      | Czas  |
| ---------------------------------- | --- | ----------------------------------------------- | ----- |
| 1                                  | Keith Lee (c) pokonał Dominika Dijankovica                                                                           | Singles match o NXT North American Championship | 20:20 |
| 2                                  | Dakota Kai pokonała Tegan Nox                                                                                        | Street Fight                                    | 13:24 |
| 3                                  | Finn Bálor pokonał Johnny’ego Gargano                                                                                | Singles match                                   | 27:22 |
| 4                                  | Rhea Ripley (c) pokonała Biancę Belair                                                                               | Singles match o NXT Women’s Championship        | 13:30 |
| 5                                  | The BroserWeights (Matt Riddle i Pete Dunne) pokonali The Undisputed Era (Bobby’ego Fisha i Kyle’a O’Reilly’ego) (c) | Tag Team match o NXT Tag Team Championship      | 16:58 |
| 6                                  | Adam Cole (c) pokonał Tommaso Ciampę                                                                                 | Singles match o NXT Championship                | 33:23 |
| (c) – mistrz/mistrzyni przed walką | |                                                 |       |